# Hrazdan
Hrazdan (orm. Հրազդան /həɾɑˈzdɑn/) – miasto w Armenii, stolica prowincji Kotajk. Ma 39 900 mieszkańców (2022). Hrazdan jest piątym co do wielkości miastem Armenii.